# Resolució 136 del Consell de Seguretat de les Nacions Unides
La Resolució 136 del Consell de Seguretat de les Nacions Unides, aprovada per unanimitat el 31 de maig de 1960, després d'examinar l'aplicació de la República del Togo per a ser membre de les Nacions Unides, el Consell va recomanar a l'Assemblea general que la República del Togo fos admesa.